# Мозг Ленина
После смерти Ленина, произошедшей вечером 21 января 1924 года, на следующий день, 22 января, из его тела был изъят мозг, сильно поражённый болезнью. Исследование мозга Ленина представляет интерес с точки зрения истории медицины и коммунистической идеологии, спекуляций вокруг этого исследования, а также сомнительных результатов, которые стали в СССР частью культа Ленина.

## Изъятие мозга
Мозг первоначально был передан на хранение в музей Ленина, который тогда находился по адресу Большая Дмитровка, 24. Сохранилась расписка от 24 января 1924 года директора музея А. Аросева (отец актрисы Ольги Аросевой):

Я, нижеподписавшийся Аросев, получил от тов. Беленького 24-го сего января 18 часов 25 минут вечера для Института В. И. Ленина стеклянную банку, содержащую мозг, сердце Ильича и пулю, извлеченную из его тела.
Обязуюсь хранить полученное в Институте В.И.Ленина и лично отвечать за его полную целостность и сохранность.

Масса мозга составила 1340 грамм, что было ниже нормы, признаваемой тогда в 1395-1400 грамм. Из положения вышли, объявив новой нормой 1300 грамм.

В момент вскрытия мозг предстал перед присутствовавшими на нем врачами в обезображенном виде, с рубцами, извратившими очертания наиболее благородных в функциональном отношении извилин его. Первичный склероз сосудов вызвал вторично в мозгу большие разрушения. Краса его — извилины — запали; пострадало серое и белое вещество, окраска изменилась в оранжевую; образовались кисты и очаги размягчения. Дивно художественная картина строения мозга оказалась нарушенной болезненным процессом.
— Н. Ф. Мельников-Разведенков

## Исследования Фогта
Вскоре коммунисты, верные материалистическому подходу, захотели получить научное обоснование гениальности Ленина. Предполагалось, что у гениальных людей мозг обязательно должен иметь особое строение. Для исследования мозга был приглашён немецкий учёный Оскар Фогт, как крупнейший специалист этого направления.
Фогт в 1925 году предложил вывезти мозг Ленина в Германию, где у него имелось соответствующее оборудование, для исследований, настаивая, что операция должна быть проведена как можно скорее. Препарат уже долго хранился в спирте и формалине и, как считал профессор Фогт, вероятность окрасить его для гистологических исследований уменьшалась день ото дня. А без них главная задача — физиологическое обоснование гениальности Ленина — теряла всякий смысл.
Политбюро отклонило предложение Фогта, предложив ему с женой и лаборантами переехать в СССР, чтобы возглавить специально созданный институт мозга. Для института правительством СССР был закуплен нужный инструментарий.
Мозг был иссечён на 30953 тончайших среза. Срезы хранились в комнате №19 института.

## Результаты
Фогт справился с ожиданиями партии и подготовил к 1927 году 153-страничный отчёт, в котором назвал Ленина «спортсменом ассоциативного мышления» (нем. Assoziationsathlet).

Пирамидальные клетки у Ленина развиты гораздо сильнее, соединительные (ассоциативные) волокна между ними развиты гораздо больше; клетки-зёрна также значительно крупнее и ярче.
— Из отчёта О. Фогта
Несмотря на вышесказанное, Фогт, тем не менее, не смог выделить в мозге Ленина какую-либо конкретную область, которая бы структурно подтверждала гениальные способности Ленина. Выводы Фогта о гениальности Ленина критиковались учёными уже тогда, современные учёные также считают их ненаучными.
В последующие годы результаты изучения мозга В.И. Ленина были обобщены и опубликованы в монографиях И.Н. Боголеповой, Н.Н. Боголепова, С.А. Саркисова, И.Н. Филимонова, С.М. Блинкова, Е.П. Кононовой, Г.И. Полякова, Н.С. Попова, И.А. Станкевич, А.С. Чернышова, Н.С. Преображенской. Относительно недавно вышли «Строение мозга В.И. Ленина» (2004) и «Цитоархитектонический атлас мозга В.И. Ленина» (2004).

## Дальнейшая судьба
Лаборатория по изучению мозга Ленина положила начало НИИ мозга АМН СССР (1928). Стало доброй традицией изымать мозги советской элиты и сдавать их на изучение и хранение в институт мозга. Таким образом туда попали мозги Багрицкого, Маяковского, Эйзенштейна, Горького, Сталина, Менжинского, Богданова, Скворцова-Степанова, Сена Катаямы, Луначарского, Цеткин, Мичурина, Циолковского и других. Все мозги сравнивались с «эталонным» мозгом Ленина в пользу последнего.
После 1928 года Фогт в СССР не появлялся. Взяв с собой в Германию несколько срезов мозга Ленина, он использовал их в своих лекциях. В январе 1932 года заведующий культпропом А. И. Стецкий писал Сталину:

В 1928 году он получил от тов. Семашко один срез мозга тов. Ленина, увез этот срез с собой и теперь пользуется диапозитивами этого среза в своих лекциях и выступлениях. Однако эта демонстрация носит возмутительный характер: диапозитивы мозга Ленина демонстрируются и сопоставляются с мозгом "преступницы" и проч.

Там же он писал:

Из ознакомления с этим делом выяснилось недопустимое положение, в котором находится в настоящее время мозг тов. Ленина. Мозг находится в Институте Мозга, в несгораемом шкафу. Условия сохранения его в целости — не обеспечены. Охраны нет. Ключ от шкафа находится у одного из научных сотрудников института тов. Саркисова. Работы над мозгом, по заявлению дирекции института, в настоящее время не ведутся.

В 1991 году в институте мозга побывал Артём Боровик. По словам сопровождавших его сотрудников, работы над мозгом Ленина прекращены 40 лет назад.

## Культурные отсылки
- Песня Боба Гелдофа Room 19 посвящена хранилищу мозгов, в том числе мозгу Ленина